# Landeskommando Mecklenburg-Vorpommern
Das Landeskommando Mecklenburg-Vorpommern (LKdo MV) ist seit 2007 die oberste territoriale Kommandobehörde der Bundeswehr in Mecklenburg-Vorpommern. Es ist dem Operativen Führungskommando der Bundeswehr in Berlin unterstellt und primärer Ansprechpartner der Landesregierung von Mecklenburg-Vorpommerns im Rahmen der Zivil-Militärischen Zusammenarbeit. Bis Januar 2013 war es dem Wehrbereichskommando I „Küste“, von Februar 2013 bis September 2022 dem Kommando Territoriale Aufgaben der Bundeswehr und von Oktober 2022 bis März 2025 dem Territorialen Führungskommando der Bundeswehr unterstellt. Die fachliche Ausbildung des Personals erfolgt weitgehend über das Kommando Zivil-Militärische Zusammenarbeit (KdoZMZBw). Seit dem 24. September 2024 wird das Kommando von Flottillenadmiral Ulrich Reineke geführt.

## Auftrag
Das Kommando mit Sitz in der Werder-Kaserne in Schwerin hat folgende Aufträge:
- Das Landeskommando ist der erste Ansprechpartner und führt die acht Kreisverbindungskommandos in den jeweiligen sechs Landratsämtern bzw. den Stadtverwaltungen der Kreisfreien Städte, welche ausschließlich mit Reservisten besetzt sind und dort ihre zivilen Gegenüber beraten. Dies dient der Planung, Vorbereitung und Koordination von Amts- und Katastrophenhilfe.
- Es fasst Unterstützungsanforderungen zusammen, bewertet diese und legt sie aufbereitet dem Operativen Führungskommando der Bundeswehr vor.
- Es bereitet die Aufnahme und den Einsatz der Bundeswehrkräfte in Abstimmung mit dem verantwortlichen zivilen Katastrophenschutzstab vor und koordiniert deren Einsatz nach den Vorgaben und Prioritäten der zivilen Seite und verfügt so über ein militärisches Lagebild der eingesetzten und noch verfügbaren Bundeswehrkräfte.
- Koordination von Host Nation Support, gemäß NATO-Truppenstatut im Land.
- Koordination der Presse- und Öffentlichkeitsarbeit der Bundeswehr der einzelnen Teilstreitkräfte (TSK) und Organisationsbereiche, sowie der Wehrverwaltungen und des Bereiches Rüstung im Land.
- Beratung der übenden Truppe in landesspezifischen Umweltschutzfragen.
- Fachliche Führung der Standortältesten.

## Kommandeure
| Nr. | Name                               | von           | bis           |
| --- | ---------------------------------- | ------------- | ------------- |
| 8.  | Flottillenadmiral Ulrich Reineke   | 24. Sep. 2024 | –             |
| 7.  | Brigadegeneral Uwe Nerger          | 17. Okt. 2022 | 24. Sep. 2024 |
| 6.  | Brigadegeneral Markus Kurczyk      | März 2020     | 17. Okt. 2022 |
| 5.  | Brigadegeneral Gerd Kropf          | 10. März 2016 | März 2020     |
| 4.  | Brigadegeneral Christof Munzlinger | 1. Feb. 2013  | 10. März 2016 |
| 3.  | Oberst Martin Braun                | 2010          | 31. Jan. 2013 |
| 2.  | Oberst Dietrich Sauerbrey          | 2007          | 2010          |
| 1.  | Oberst Manfred Pape                | 2006          | 2007          |

## Wappen
Das Wappen des Landeskommandos bezieht sich auf das Wappen Mecklenburg-Vorpommerns. Die golden hinterlegten Felder mit dem Eisernen Kreuz stehen die Dienststelle der Bundeswehr, der schwarze Stierkopf für die Landesteile Mecklenburg-Schwerin und Mecklenburg-Strelitz. Vor silberfarbigem Hintergrund symbolisiert rechts oben der rote Pommersche Greif den Landesteil Vorpommern, links unten erinnert der Brandenburgische Adler an die vormals zu Brandenburg gehörigen Gebiete.